# Patrice Lhôtellier
Patrice Lhôtellier (* 8. August 1966 in Romilly-sur-Seine) ist ein ehemaliger französischer Florettfechter.

## Erfolge
Patrice Lhôtellier wurde mit der Mannschaft 1997 in Kapstadt sowie 1999 in Seoul Weltmeister. Zudem erreichte er mit ihr 1998 in La Chaux-de-Fonds und 1987 in Lausanne jeweils den zweiten Rang. Bei Europameisterschaften gewann er 1994 in Krakau mit Bronze im Einzel seine einzige Medaille. Dreimal nahm Lhôtellier an Olympischen Spielen teil: 1988 belegte er in Seoul den sechsten Rang im Mannschaftswettbewerb, vier Jahre darauf in Atlanta den siebten Rang. Die Einzelkonkurrenz beendete er 1992 auf dem 34. Rang. Bei den Olympischen Spielen 2000 zog er in Sydney mit der Mannschaft nach Siegen gegen Kuba und Polen ins Finale ein. Dort besiegte die französische Equipe China mit 45:44, sodass Lhôtellier gemeinsam mit Jean-Noël Ferrari, Brice Guyart und Lionel Plumenail Olympiasieger wurde.